# Giovanni Battista Passeri (Archäologe)
Giovanni Battista Passeri (* 10. November 1694 in Farnese; † 4. Februar 1780 in Pesaro) war ein italienischer Priester, Altertumsforscher, Dichter und päpstlicher Beamter.

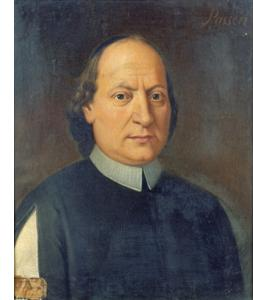
Bildnis Giovanni Battista Passeris aus der Biblioteca Oliveriana in Pesaro

## Leben
Giovanni Battista Passeri war der Sohn eines Arztes, der 1717 nach Pesaro zog. Passeri besuchte die Schule in Orvieto sowie Rom und studierte ab 1711 bei Giulio Vitelleschi und Giovanni Vincenzo Gravina an der Universität La Sapienza in Rom sowie in Perugia Rechtswissenschaft. Anschließend schlug er zunächst eine Beamtenlaufbahn im Kirchenstaat ein, die ihn in verschiedene Positionen brachte. 1726 heiratete er und bekam mit seiner Frau, die 1738 starb, vier Söhne. 1741 ließ er sich zum Priester weihen und wurde Generalvikar des Bistums Pesaro, ein Amt, das er bis 1760 ausübte. In diesem Jahr wurde er Gerichtsauditor in Bologna, kehrte aber 1771 nach Pesaro zurück, um sich ganz seinen Studien zu widmen. Pesaro fühlte er sich besonders verbunden und hinterließ der Stadt nach seinem Tod seine Sammlung von Altertümern und naturkundlichen Objekten.
Passeri gilt als der letzte bedeutende Protagonist der sogenannten etruscheria, einer vor allem auf Lokalpatriotismus beruhenden Rückbesinnung auf die Etrusker. Er beteiligte sich an mehreren großen Editionsprojekten, etwa dem Museum Etruscum von Antonio Francesco Gori, an dessen drittem Band er 1743 mitwirkte. Er schaltete sich auch in den Streit um die Deutung der etruskischen Sprache ein und vertrat hier in den Lettere roncagliesi eine induktiv-kombinatorische Methode und damit eine fortschrittliche Position. Nachdem Gori 1757 verstorben war, galt Passeri als der wichtigste Vertreter der Etruskerforschung. Er setzte Goris Werk fort und verfasste Nachträge zum bis dahin wichtigsten Werk der Etruskologie, den erst 1723 bis 1726 von Thomas Coke herausgegebenen, aber einhundert Jahre zuvor verfassten „de Etruria regali libri septem“ des Thomas Dempster. Sein dreibändiges Hauptwerk Picturae Etruscorum in vasculis war zunächst als Fortsetzung des Museum Etruscum geplant, erreichte dann aber Eigenständigkeit. Passeri beschrieb hier 249 Vasen aus verschiedenen Sammlungen in ausführlicher Form, leider war die Qualität der Abbildungen nicht sehr gut. Dennoch versuchte er alle wichtigen Bestandteile der figürlichen Bemalung sowie die Form der Vasen zu dokumentieren. Sehr fortschrittlich war die Interpretation der Bilder in Hinsicht auf den Kult und das Alltagsleben der Etrusker. Die Zuschreibung der vor allem in Kampanien gefundenen griechischen Vasen an die Etrusker war jedoch damals schon bestritten worden, etwa Johann Joachim Winckelmann ordnete sie zutreffend den Griechen zu. Die richtige Nutzung der Bilder für eine kulturelle Interpretation traf also nicht die richtige Kultur, als historischer Forschungsansatz war sie dennoch von großer Bedeutung. Erst 2008 konnten noch weitere 220 Zeichnungen Passeris erstmals veröffentlicht werden.
Passeri beschäftigte sich auch mit anderen Bereichen der Altertumskunde. So befasste er sich mit den Inschriften in der päpstlichen Sammlung in Urbino und veröffentlichte schon früh seine Sammlung römischer Tonlampen. Mit seinem engen Freund Annibale degli Abato Olivieri gründete er die Accademia Pesarese di scienze, lettere e arti. Daneben beschäftigte sich Passeri, der ein sehr breit gefächertes, geradezu enzyklopädisches Interesse an vielen Dingen hatte, auch mit Fossilien und mit zeitgenössischen Majoliken. 2011 wurde eine bis dahin unbekannte Komödie Passeris mit dem Titel L’antiquario vorgelegt, die sich auf humorvolle Weise mit dem Bild des eigenbrötlerischen Altertumsforschers auseinandersetzt.
Passeri war neben verschiedenen anderen internationalen und italienischen Akademien und wissenschaftlichen Vereinigungen Mitglied der Societas incognitorum im mährischen Olmütz und der Royal Society in London, der Società Colombaria und der Accademia della Crusca in Florenz sowie der Accademia dell’Arcadia und der Accademia Etrusca. Er führte den Titel Antiquario del granduca di Toscana.

## Veröffentlichungen (Auswahl)
- Lucernae fictiles cum animadversionibus. 3 Bände. Pesaro 1739/1743/1751.
- Paralipomena in libros de Etruria regali. Lucca 1767
- Picturae Etruscorum in vasculis. 3 Bände. Rom 1767/1770/1775.
- Postum erschienen: Novus Thesaurus gemmarum veterum. 3 Bände. Rom 1781/1783/1788